# Kirche zu Schauen

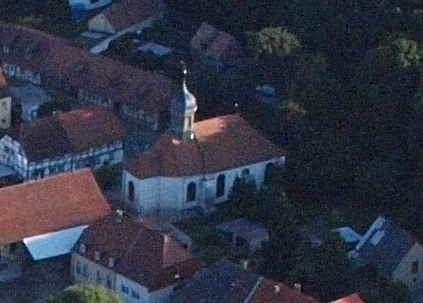
Die Kirche nahe dem baumumstandenen ehemaligen Rittergut des Adelsgeschlechtes von Grote

Die Kirche zu Schauen ist ein ab dem Jahr 1690 fast ausschließlich auf Kosten des Reichsfreiherrn Otto Grote zu Schauen erbauter evangelischer Kirchenbau in Schauen, einem Ortsteil von Osterwieck im Landkreis Harz in Sachsen-Anhalt. Die Grundmauern und die Grabgewölbe einer der ältesten Dorfkirchen der Gegend wurden mit Steinen aus Dardesheim errichtet, Gesimse mit Steinen aus Langenstein.
In der Gruft wurde 1753 Heinrich Grote zu Schauen beigesetzt.